# Městské právo

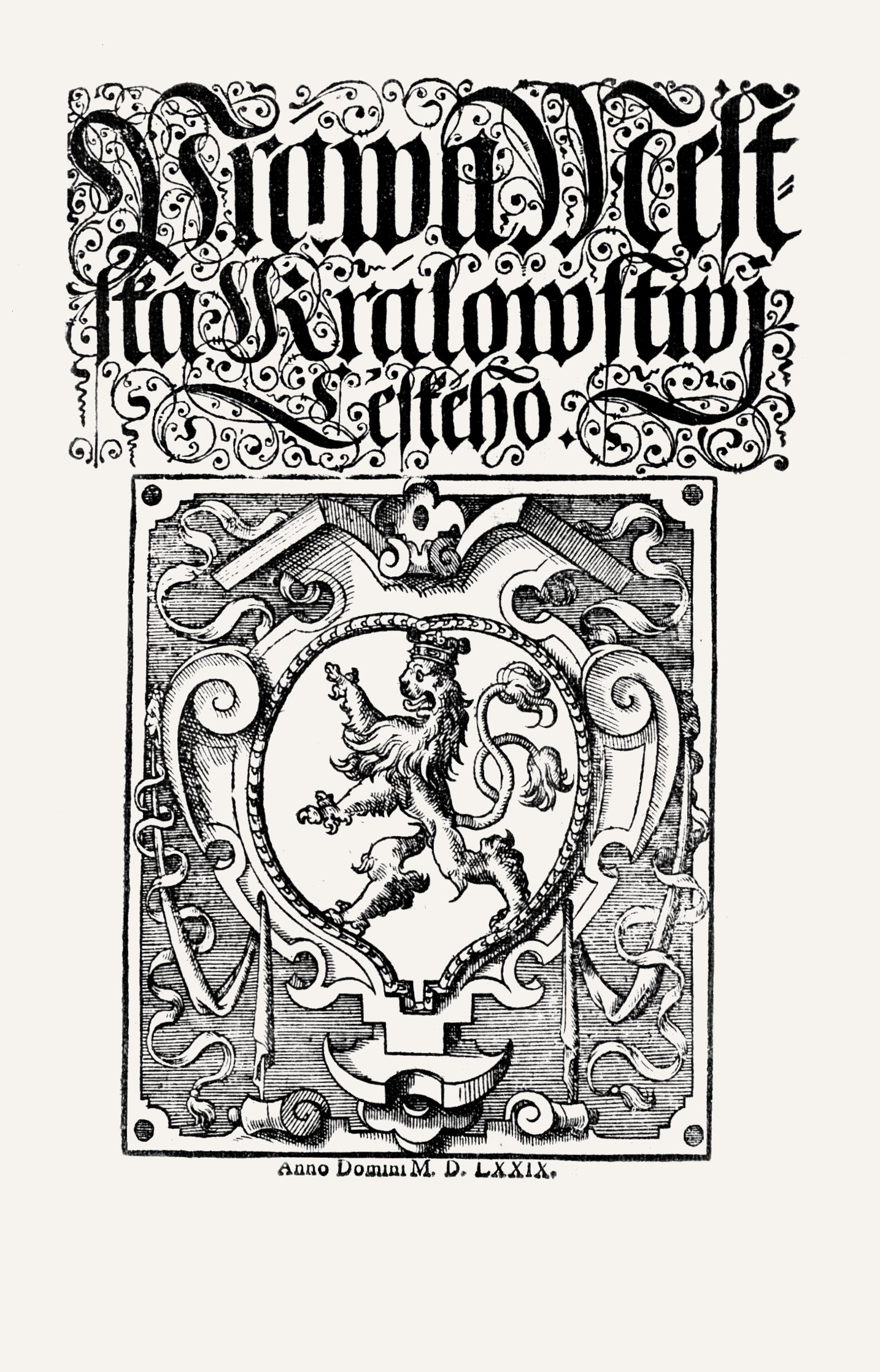
Práva městská království českého – titulní list, Jiří Melantrich z Aventina, 1579

Městské právo je pojem, který označuje soubor práv, která vymezují vztah středověkého města k panovníkovi, resp. vrchnosti a vzájemné vztahy členů této komunity. Konkrétně se tato práva nejčastěji týkala správního zřízení města, možností trestních a procesních pravomocí a osobních svobod obyvatel. Pouze město, které vlastnilo toto městské právo, mohlo být považováno za institucionální, přestože i jiné významné lokality s centrálními funkcemi mohly ve středověku plnit některé funkce spojované obvykle s městem (např. centrum obchodu, správní, právní nebo kulturní funkce apod.).

## Právní okruhy městských práv
V německé říši se vytvořily tyto právní okruhy:
1. kolínský – porýnská města
2. frankfurtský – franská města
3. soestský – westfálská města
4. lübecký
5. magdeburský (odnoží magdeburského pak bylo chlumenské právo)
6. bavorský s mateřskými městy Norimberk (právo), Řezno, Enže a Vídeň

## Městské právo v českých zemích

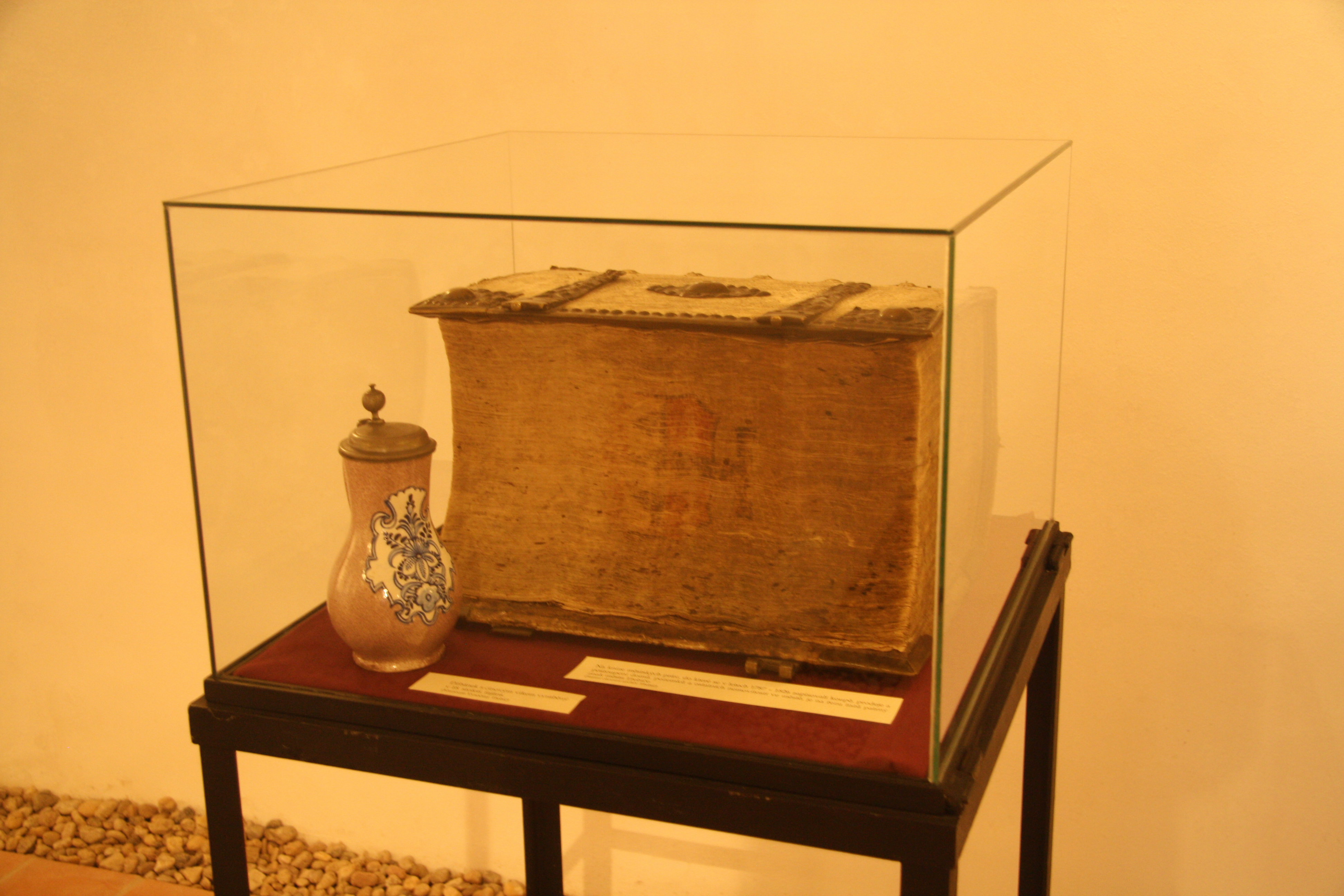
Soupis městských práv města Třebíče

Na území českého přemyslovského státu ve 13. století přišlo městské právo z německého prostředí a v rámci historického bádání tedy odpadá otázka formování městského práva a jeho vztah k raně středověkým útvarům městského či předměstského charakteru. Pro rozšiřování městských práv je typické vytváření okruhů jednotlivých právních souborů, tj. nově zakládané město přejímalo již hotový soubor práv jiného města a netvořilo si vlastní. Tyto okruhy byly ovlivněné i geograficky a na území českého státu se městské právo šířilo především ze Saska a Slezska (severoněmecký právní okruh) a také z jihovýchodu, z Bavorska a Rakouska (jihoněmecký právní okruh). Výjimečně je prokázáno ovlivnění městského práva města Hodonína uherským okruhem Stoličného Bělehradu, pravděpodobně pod vlivem královny Konstancie, která při lokaci Hodonína hrála důležitou roli. Vedle těchto dvou základních okruhů německých práv se odvíjely i menší okruhy měst, která převzala městská práva jiného českého města, ale i pro ta jako původní základ sloužila práva německá.
Pokud město přijalo městské právo jiného města, bylo pak na ně po právní stránce vázáno a soud mateřského města pro ně sloužil jako vrchní instance, ke kterému směřovala odvolání a žádosti o naučení. Takto fungovala praxe až do vlády Václava IV., který v roce 1387 zakázal městským soudům odvolávat se do zahraničí. Přesto se ještě poté některá města severoněmeckého právního okruhu výjimečně odvolávala do vzdáleného Magdeburgu, ačkoli místními centry byly už předtím jednoznačně Litoměřice, resp. na Moravě Olomouc. Pro jihoněmeckou právní oblast byly typické volnější vazby a čtyři místní relativně samostatné okruhy (pražský, jihlavský, brněnský a znojemský), takže žádosti o naučení směřovaly jen k jejich centrům. Odvolací města zde ale nakonec zůstala také jen dvě, Staré Město pražské a Brno.
I když města přijala městské právo jiného města, docházelo postupem času k úpravám a doplnění, resp. k přikloněním se v některých prvcích právu jiného okruhu. Docházelo i v případě potřeby k vlastnímu dotváření práva a výjimečně i k přestoupení k jinému městskému právu (např. Kolín). Pramenem městského práva totiž byla zpočátku jen zakládací listina toho kterého města, v níž bylo také určeno, které město je pro ně vrchním právem, a později i různá privilegia, která od panovníka obdrželo. Městské právo se ale dále vyvíjelo, a to především praxí jednotlivých městských soudů, což bylo zachyceno v jejich právních sbírkách, jako byla např. brněnská kniha písaře Jana. Až později se objevily snahy o kodifikaci a sjednocení městského práva. Prvním pokusem byla Práva městská Brikcího z Licka z roku 1534, závazným se však stal až Koldínův zákoník (Práva městská království českého, 1579), který se i přes to prosazoval jen postupně.

### Právní okruhy na území českého středověkého státu
- okruh měst s magdeburským městským právem (např. Uničov, Bruntál, Přelouč, Hradec Králové, Litoměřice, Louny, Kolín, Kouřim)
- okruh měst s norimberským městským právem (např. Cheb, Žatec)
- okruh měst s hlubčickým městským právem, které vycházelo z magdeburského městského práva (např. Hranice, Horní Benešov, Uherský Brod, Křenovice)
- okruh měst s uničovským městským právem, které vycházelo z magdeburského městského práva (např. Jevíčko)
- okruh měst s opavským městským právem, které vycházelo z magdeburského městského práva (např. Brušperk)
- okruh měst s olomouckým městským právem, které vycházelo z magdeburského městského práva (např. Hranice)
- okruh měst s jihlavským městským právem, které vycházelo z jihoněmeckého právního okruhu (např. Chrudim, Kolín, Čáslav)
- okruh měst s brněnským městským právem, které vycházelo z městských práv Vídně a Enže (např. Uherské Hradiště, Kroměříž)
- okruh měst s pražským městským právem, tj. právem Starého Města pražského

### Obvyklé součásti městských práv v českých zemích
Za jeden z hlavních znaků institucionálního středověkého města je obecně chápáno právo na městský soud (ius iudicii), který zaručoval mj. dodržování všech ostatních práv a svobod. Obvyklou součástí souboru městského práva bylo i tzv. trhové právo, které ovšem nebylo jednoznačně spojené s městským statusem, protože právo nekrálovského trhu (ius fori, ius forense) již od 12. století získávala i jiná místa s centrálními funkcemi, tzv. villae forenses (trhové osady). Obyvatelé města pak získali právo (ius civile), které je ustanovovalo plnoprávnými měšťany.

### Působnost městského práva
Městské právo obvykle platilo v obvodu městských hradeb, ale mohlo se také vztahovat na předměstí a blízké vsi, aniž by jejich obyvatelé získali postavení měšťanů (tzv. mílové právo). Městskému právu podléhali všichni obyvatelé města, pokud nespadali pod jinou vrchnost církevní či světskou, a to i v případech, že sídlili ve městě samotném. Osobních svobod pak nabývali nejen měšťané, ale všichni, kdo v městě dlouhodobě pobývali. Naproti tomu mimo jeho dosah byla vyčleněna tzv. postranní práva jakožto zvláštní místní práva, které se uvnitř měst vytvořila zejména pod pravomocí klášterních vrchností. Z městské jurisdikce byli vyloučeni i židé, kteří podléhali přímo králi, resp. zvláštnímu židovskému rychtáři (ten řešil i žaloby křesťanů vůči židům, naopak žaloby židů vůči křesťanům soudil obvyklý městský soud). Vlastní soudnictví mělo také duchovenstvo nebo členové univerzitní obce.